# Coenosia sibirica
Coenosia sibirica este o specie de muște din genul Coenosia, familia Muscidae, descrisă de Willi Hennig în anul 1961. Conform Catalogue of Life specia Coenosia sibirica nu are subspecii cunoscute.